# Star Trek: Starfleet Command II - Empires at War
Star Trek: Starfleet Command II - Empires at War est un jeu vidéo de tactique en temps réel développé par Taldren et édité par Interplay, sorti en 2000 sur Windows. Le jeu bénéficie d'une extension, Star Trek: Starfleet Command - Orion Pirates (2001), et d'une suite Star Trek: Starfleet Command III (2002) publiée par Activision, qui propose une nouvelle approche à la série avec des mécanismes de jeu simplifiés et un scénario dans la continuité de la série Star Trek: The Next Generation plutôt que basé sur l'univers de Star Fleet.

## Accueil
| Starfleet Command II  |      |       |
| Média                 | Pays | Notes |
| Computer Gaming World | US   | 3/5   |
| Gamekult              | FR   | 7/10  |
| GameSpot              | US   | 77 %  |
| Joystick              | FR   | 82 %  |
| PC PowerPlay          | AUS  | 55 %  |
| PC Zone               | UK   | 75 %  |